# Robert Richard Torrens

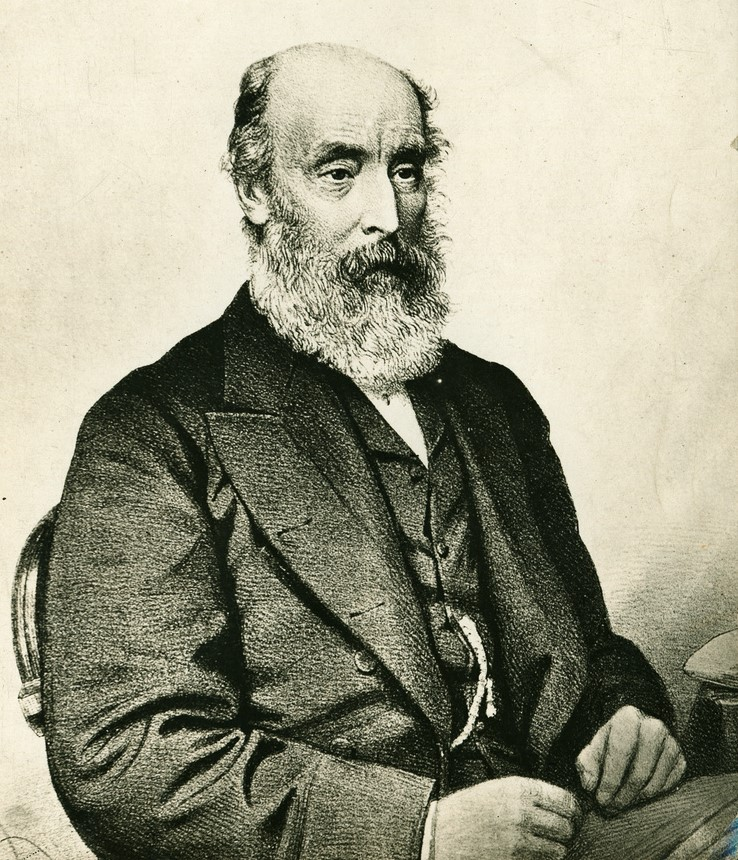
Sir Robert Richard Torrens (1880)

Sir Robert Richard Chute Torrens, GCMG (* 31. Mai 1812 (nach anderen Angaben: 1. Juli 1814) in Cork, County Cork, Irland; † 31. August 1884 in Falmouth, Cornwall, England) war ein australischer Politiker, der zwischen 1851 und 1857 Mitglied des South Australian Legislative Council und von 1857 bis 1858 Mitglied des South Australian House of Assembly war. Er bekleidete des Weiteren zwischen dem 1. und dem 30. September 1857 für 29 Tage das Amt als Premierminister von South Australia. Nach seiner Rückkehr ins Vereinigte Königreich war er zudem zwischen 1868 und 1874 Abgeordneter des House of Commons, des Unterhauses des britischen Parlaments.

## Leben
Robert Richard Torrens war der Sohn des  britischen Offiziers, Ökonomen, Unterhausabgeordneten und Anhänger des Freihandels Robert Torrens und dessen Ehefrau Charity Herbert Chute. Seine Mutter war eine Nichte des Entdeckers und Afrika-Reisenden Mungo Park. Er absolvierte ein Studium am Trinity College Dublin, welches er 1835 mit einem Bachelor of Arts (BA) beendete, und kam mit seiner Frau Barbara Anson Park im Dezember 1840 in der Kolonie Südaustralien an. Er wurde sofort zum Zollbeamten ernannt und hatte diese Position zehn Jahre lang inne. Während dieser Zeit wurde er für seine unorthodoxe Arbeitsweise und seine Kompromisslosigkeit bekannt, Eigenschaften, die ihn in Konflikt mit mehreren Gouverneuren und anderen Kolonialbeamten bringen sollten. Am 21. Februar 1851 wurde er zum Mitglied des South Australian Legislative Council gewählt und gehörte diesem bis zu dessen Auflösung am 2. Februar 1857 an. Er fungierte zudem zwischen 1852 und 1858 als Registrar-General of Deeds und damit als Leiter der Urkundestelle, womit er eine der bestbezahlten Stellen der Kolonie innehatte. In der Regierung von Premier Boyle Finniss, der ersten Regierung der Kolonie, fungierte er zwischen dem 24. Oktober 1856 und dem 21. August 1857 als Schatzminister (Treasurer). Mit der Verabschiedung der neuen demokratischen Verfassung wurde er bei der ersten Wahl am 9. März 1857 im neu geschaffenen Sechs-Personen-Wahlkreis City of Adelaide erstmals zum Mitglied der South Australian House of Assembly gewählt, des Unterhauses des Parlaments von South Australia, und vertrat diesen Wahlkreis bis zu seinem Mandatsverzicht am 1. Juli 1858, woraufhin Judah Moss Solomon diesen Wahlkreis bei der erforderlichen Nachwahl (By-election) am 16. September 1858 gewann.

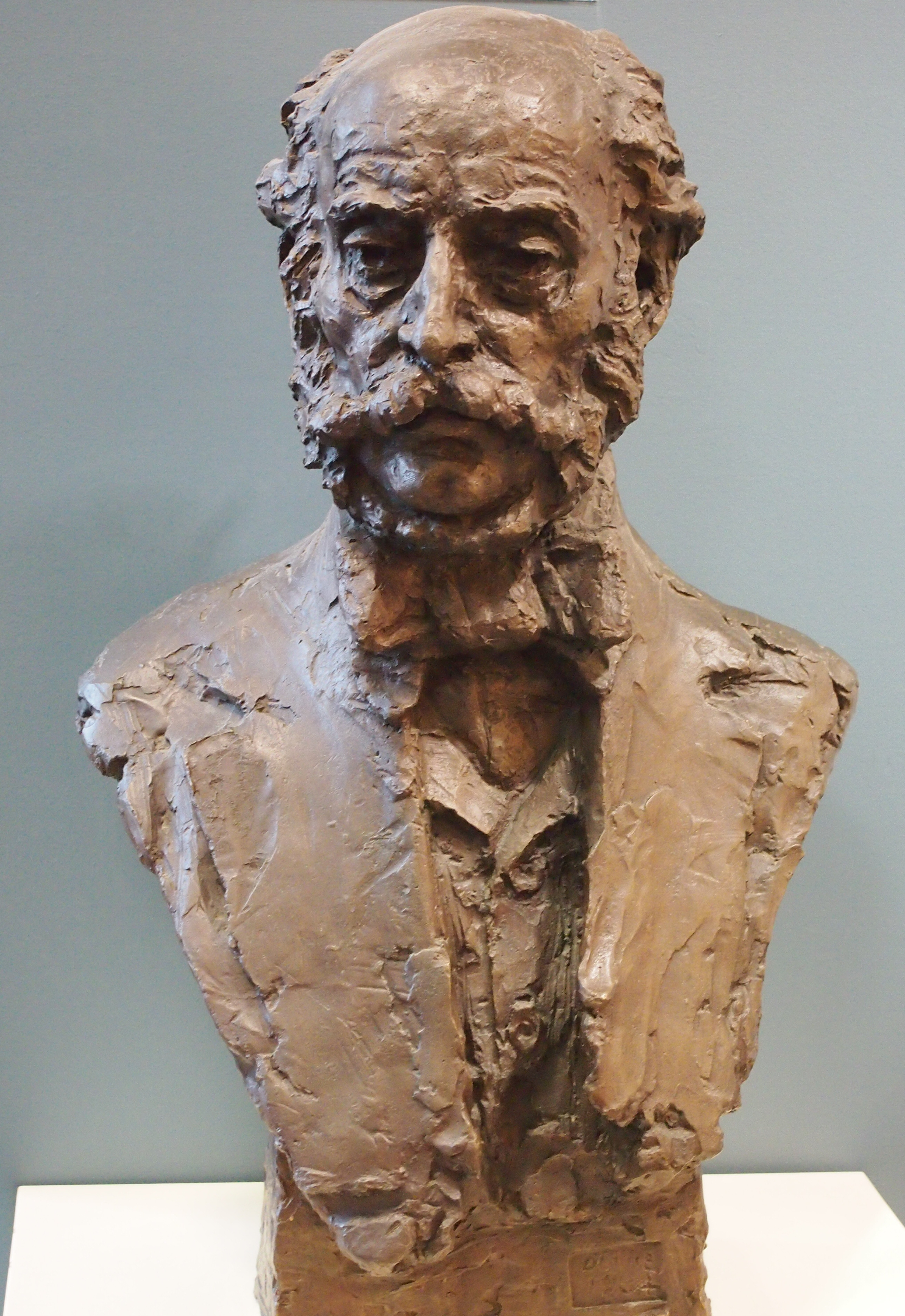
Sir Robert Richard Torrens (Büste von John Dowie)

Nach seiner Beteiligung am Sturz der Regierung von Premier John Baker nach nur zwölftägiger Amtszeit bildete Torrens am 1. September 1857 selbst eine Regierung und wurde damit dritter Premierminister von South Australia. In seiner Regierung bekleidete er zwischen dem 1. und dem 30. September 1857 auch das Amt als Chief Secretary und damit als Chefsekretär der Regierung. Die Unterstützung für Torrens als Premierminister war jedoch nur marginal, und nur Wochen später unterlag er im House of Assembly einem Antrag zum umstrittenen Waste Lands Act. Er trat daraufhin am 30. September 1857 zusammen mit seiner Regierung zurück und wurde als Premier von Richard Hanson abgelöst. Torrens ist vor allem für sein erfolgreiches Eintreten für den Real Property Act von 1858 bekannt. Im Volksmund als Torrens Title System bekannt, ermöglichte dieses Gesetz eine effizientere Übertragung von Landtiteln. Die Vorteile des Torrens-Systems wurden erkannt und anschließend Mitte der 1860er Jahre in anderen australischen Kolonien und im Ausland eingeführt. Nach seinem Ausscheiden aus der Legislativversammlung übernahm er das aufgrund des Real Property Act eingerichteten Amtes als Registrar-General und bekleidete dieses bis 1865.
Nach seiner Rückkehr ins Vereinigte Königreich wurde Robert Richard Torrens am 17. November 1868 für die Liberal Party im damaligen Zwei-Personen-Wahlkreis Cambridge als Nachfolger von John Eldon Gorst von der Conservative Party Abgeordneter des House of Commons, des Unterhauses des britischen Parlaments. Er vertrat diesen Wahlkreis bis zum 31. Januar 1874 und wurde daraufhin von Alfred Marten von den konservativen Tories abgelöst. Für seine Verdienste wurde er zum 1. August 1872 als Knight Commander des Order of St Michael and St George (KCMG) nobilitiert, wodurch er fortan den Namenszusatz „Sir“ führte. Am 24. Mai 1884, nur wenige Monate vor seinem Tode, wurde er zudem Knight Grand Cross des Order of St Michael and St George (GCMG).

## Veröffentlichungen
- The South Australian system of conveyancing by registration of title. With instructions for the guidance of parties dealing, illustrated by copies of the books and forms in use in the Lands Titles Office, Public Library of South Australia, Adelaide, 1859, Nachdruck 1962
- Handy Book on the Real Property Act of South Australia, 1862
- Transportation Considered as a Punishment and as a Mode of Founding Colonies, 1863
- Transfer of land by registration of title, Head, Hole and Co., London 1872
- An essay on the transfer of land by registration under the duplicate method operative in British colonies, Cassell, Petter, Galpin & Co., London 1882

## Hintergrundliteratur
- Thomas Gill: A brief sketch of the coinage and paper currency of South Australia, Vardon & Sons Ltd., Adelaide 1912.
- R. Mitchell: The Torrens System of land titles – its development in the land of its birth, Commonwealth and Empire Law Conference Record, Band 1, 1955.
- D. J. Whalan: The origins of the Torrens System and its establishment in S.A., Law Council of Aust, Adelaide 1967.